# Husabberge
Die Husabberge (auch Husab-Berge, englisch: Husab Mountains) sind ein kleines Gebirge nördlich des Swakoptals in der Region Erongo in Namibia. Sie erstrecken sich über eine Fläche von rund 25 km² und liegen innerhalb nördlicher Ausläufer der Namib-Wüste. Die Husabberge verlaufen über eine Länge von rund 10 km in südwest-nordöstlicher Richtung, parallel zum weiter nördlich gelegenen Khan-Rivier und die daran anschließenden Klanberge und die Rössing-Mine. 
Höchster Gipfel der Husabberge ist der Husabberg auf 857 m. 

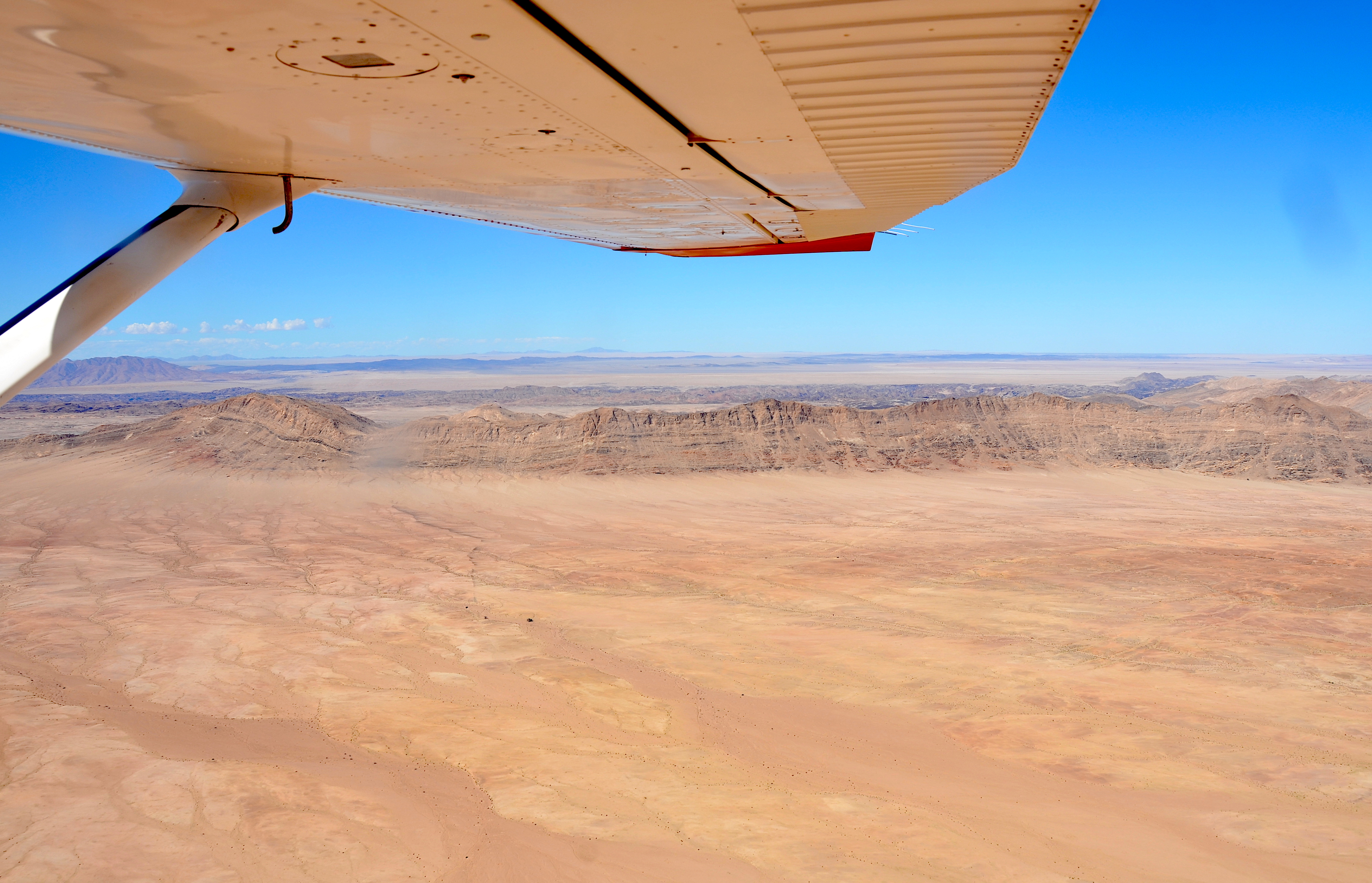
Luftaufnahme Husabberge (2017)
Blickrichtung Süden